# Tony Judt
Tony Judt (ur. 2 stycznia 1948 w Londynie, zm. 6 sierpnia 2010 w Nowym Jorku) – amerykańsko-brytyjski historyk pochodzenia żydowskiego, profesor na Uniwersytecie Nowojorskim.  

## Życiorys
W latach 60. był marksistowskim syjonistą – pracował w kibucach, służył w armii Izraela, do którego, jak i do marksizmu, niebawem się zraził. Judt pracował nad problematyką związaną z historią francuskich intelektualistów i europejskiej lewicy, znany jest również z licznych publikacji, m.in. w „The New York Review of Books”, krytykujących funkcjonowanie państwa Izrael. Był dyrektorem Erich Maria Remarque Institute na Uniwersytecie Nowojorskim. Studiował historię i nauki polityczne w King’s College w Cambridge oraz paryskiej École Normale Supérieure. Wykładał na University of California, w St Anne’s College w Oksfordzie i na New York University, gdzie kierował zajmującym się dziejami Europy Remarque Institute.
Przez ostatnie dwa lata życia Tony Judt chorował na chorobę Lou Gehriga; stała się ona z czasem ważnym tematem jego refleksji.

## Publikacje książkowe
- (redakcja) Resistance and Revolution in Mediterranean Europe 1939–1948, Routledge 1989, ISBN 0-415-01580-4.
- Marxism and the French Left: Studies on Labour and Politics in France 1830–1982, Clarendon 1990, ISBN 0-19-821578-9.
- A Grand Illusion?: An Essay on Europe, Douglas & McIntyre 1996, ISBN 0-8090-5093-5.
- The Burden of Responsibility: Blum, Camus, Aron, and the French Twentieth Century, University of Chicago Press 1998, ISBN 0-226-41418-3.
- Socialism in Provence 1871–1914: A Study in the Origins of the Modern French Left, Cambridge University Press 2000, ISBN 0-521-22172-2.
- (redakcja z István Deák, Jan Tomasz Gross) The Politics of Retribution in Europe: World War II and its Aftermath,  Princeton University Press 2000,  ISBN 1-4039-6393-2.
- (redakcja z Denis Lacorne), Language, Nation, and State: Identity Politics In A Multilingual Age, Palgrave 2004, ISBN 1-4039-6393-2.
- (redakcja z Denis Lacorne), With Us or Against Us: Studies in Global Anti-Americanism, Palgrave 2005, ISBN 0-230-60226-6.
- Postwar: A History of Europe Since 1945), London: Penguin Press 2005, ISBN 1-59420-065-3.
- Reappraisals: Reflections on the Forgotten Twentieth Century, London: Penguin Press 2008, ISBN 1-59420-136-6.
- Ill Fares the Land, Penguin Press 2010, ISBN 1-59420-276-1.
- (współautor: Timothy Snyder), Thinking the Twentieth Century, London: Penguin Press 2012, ISBN 978-1-59420-323-7.
- When the Facts Change: Essays, 1995–2010, London: Penguin Press 2015, ISBN 1-59420-600-7.

## Przekłady w języku polskim
- Wielkie złudzenie? Esej o Europie, przeł. Renata Włodek, Warszawa: Wydawnictwo Naukowe PWN 1998 (wyd. 2 – przeł. Andrzej Jankowski, Poznań: Dom Wydawniczy „Rebis” 2012).
- Powojnie. Historia Europy od roku 1945, przeł. Robert Bartołd, Poznań: Dom Wydawniczy „Rebis” 2008.
- Źle ma się kraj. Rozprawa o naszych współczesnych bolączkach, przeł. Paweł Lipszyc, Wołowiec: Wydawnictwo Czarne 2011.
- Zapomniany wiek dwudziesty. Retrospekcje, przeł. i wstępem opatrzył Paweł Marczewski, Warszawa: Wydawnictwa Uniwersytetu Warszawskiego 2011.
- Pensjonat pamięci, przeł. Hanna Jankowska, Wołowiec: Wydawnictwo Czarne 2012 ISBN 978-83-7536-316-6
- Historia niedokończona. Francuscy intelektualiści 1944–1956, Wstęp: Marci Shore, przeł. Paweł Marczewski, Warszawa: Wydawnictwo Krytyki Politycznej 2013.
- (współautor: Timothy Snyder), Rozważania o wieku XX, przeł. Paweł Marczewski, Poznań: Dom Wydawniczy „Rebis” 2013.
- Brzemię odpowiedzialności. Blum, Camus, Aron i francuski wiek dwudziesty, przeł. Michał Filipczuk, Wydawnictwo Krytyki Politycznej 2013.
- Kiedy zmieniają się fakty. Eseje 1995–2010, przeł. Andrzej Jankowski, Poznań: Dom Wydawniczy „Rebis” 2015.